# Фредеріке Федершпіль
Фредеріке Якобіне Федершпіль (1839 — 1913) — перша професійна жінка-фотографка Данії. Протягом багатьох років керувала власною фотостудією в Ольборзі, запроваджуючи технологічні інновації у своїй праці. Серед її клієнток були данські цариця Дагмар та принцеса Олександра Данська.

## Життєпис
Народилась в Горсенсі, Ютландія, в буржуазній родині. Мала сестру та п'ятьох братів. Батько помер, коли їй було шість, після чого мати заробляла на життя виготовленням капелюхів. Після смерті матері в 1874 році Фредеріке поїхала до Гамбурга вчитися фотографії. Живучи зі своїм дядьком Полом Фрідріхом Левіцем та тіткою Юліаною, вона стала підмайстринею свого кузена Альфреда Левіца, також фотографа. У своєму щоденнику вона детально зафіксувала свій рік у Гамбурзі з його екскурсіями, вечорами в театрі та чудовими стравами.

## Фотокар'єра
Після закінчення навчання в 1876 році Фредеріке Федершпіль повернулася до Данії, де стала першою жінкою, яка подала заявку на ліцензію на торгівлю фотографіями. Оселилася в Ольборзі у своєї сестри Софі. Поки сестра займалася торгівлею спідньою білизною та вишивкою у вітальні, Фредеріке створила на верхньому поверсі фотостудію. В Ольборзі вже було двоє фотографів, одним з яких був відомий Генріх Тонні. Федершпіль знала про конкуренцію, тож активно рекламувала свій бізнес і завжди намагалася не відставати від розвитку технологій.
Протягом тривалих періодів їй вдавалося вивести свою майстерню в ранг другого за успішністю фотобізнесу в місті. У 1878 році едершпіль захворіла і провела вісім місяців у лікарні, а потім ще три місяці в санаторії св. Олуфа в Модумі, Норвегія. У наступні роки вона була змушена повертатися до спа-центру кілька разів. Разом із сестрою проводила літні канікули на нових морських курортах Блохус, Леккен та Фане.
У 1883 році, Фредеріке Федершпіль і Нілсін Зенграф з Раннерсу стали першими жінками, яких прийняли до Данської асоціації фотографів. Федершпіль була активною членкою, вносячи вклад в альбом членства Асоціації. У 1885 році вона отримала визнання за дарування своїх фотопортретів. Вона також виставляла свої роботи в Копенгагені, часто беручи участь особисто, як це робила в 1888 р.
У 1899 році Федершпіль почала виготовляти ювелірні вироби з емалі та запонки, в які були вбудовані в фотографії, зроблені з прямих позитивів, виготовлених за допомогою чотириконтурної мультиплікаторної камери. Федершпіль доклала багато зусиль задля імпорту необхідного обладнання зі США. Прикраси експонувалися на різдвяній виставці в Копенгагенській промисловій асоціації, привернувши увагу королівської родини. В результаті клієнтками Федершпіль стали принцеса Олександра та Цариця Дагмар.

### Технологічні інновації
Завжди зацікавлена в останніх технічних розробках, Федершпіль швидко почала використовувати сухі пластини, які пропонували більш безпечний та дешевий спосіб експозиції та проявлення. Вона також була однією з перших, хто експериментували з магнієвою пудрою для спалаху. Окрім того, вона встановила електричні світильники у своїй студії, коли Ольборг було електрифіковано в 1901 році.
На початку 1900-х років Федершпіль почала продавати фотоапарати для фотографів-аматорів. Серед її учнів та асистентів були Ернст Гепель, Фріц Карнер та Георг Бендцен Хольм, які згодом стали провідними фотографами.

## Спадщина
Фредеріке Федершпіль постійно імплементувала нові технології у своїй роботі, однак не дивлячись на це, на святкуванні з нагоди 25-ї річниці своєї студії, вона заявила, що її бізнес розвивався не так, як вона сподівалася. А проте, коли вона померла в 1913 році, данський Fotografisk Tidsskrift (данський журнал фотографії) схарактеризував її як «надзвичайно симпатичну, чесну та енергійну даму, роботи якої є одними із кращих».